# Pierre Gabelle
Pour les articles homonymes, voir Gabelle.
Pierre Gabelle est une personnalité politique française de la IVe République et de la Ve République née le 2 mai 1908 à Cour-Cheverny (Loir-et-Cher) et morte le 17 juin 1982 au Chesnay (Yvelines).
Il exerce les fonctions de député du Loiret lors de la première et de la seconde Assemblée nationale constituante de 1945 et 1946 au lendemain de la Seconde Guerre mondiale, puis est réélu à l'Assemblée nationale jusqu'en 1962.

## Biographie
Pierre Gabelle nait à Cour-Cheverny dans le département de Loir-et-Cher le 29 novembre 1917.
Il exerce les professions de tourneur-mécanicien de 1923 à 1930 puis de comptable de 1935 à 1945 aux établissements Rivierre-Casalis et milite à la confédération française des travailleurs chrétiens (CFTC) à partir de 1926.
Il devient administrateur du journal de la presse quotidienne régionale orléanais La République du Centre à la Libération.
Il est élu député du Loiret dans la deuxième circonscription le 21 octobre 1945 à la suite des élections législatives françaises de 1945 et siège dans le groupe parlementaire Mouvement républicain populaire. Il conserve son siège jusqu'au 9 octobre 1962.
Pierre Gabelle meurt au Chesnay le 17 juin 1982 à l'âge de 74 ans.